# Meily
Meily(メイリー)は、株式会社Meilyが運営する美容整形・美容医療の口コミ・予約・美容外科検索サービスの名称である。

## 株式会社Meily

### 沿革
- 2017年11月 - 株式会社Meily設立[1]
- 2018年02月 - iOS版 美容整形・美容医療の口コミ・予約アプリ Meilyをリリース[2]
- 2018年03月 - Android版 美容整形・美容医療の口コミ・予約アプリ Meilyをリリース
- 2018年10月 - WEB版 美容整形・美容医療の口コミ・予約のMeilyをリリース
- 2020年09月 - アプリ版 美容整形・美容医療の口コミ・予約のMeilyで一括見積もりサービスを開始[3]

### 運営サービス

#### Meily （メイリー）
ユーザー同士で悩みを共有し解決する機能や、体験者の口コミや美容外科検索を通して予約を行うサービス。